# Anscário de Ivrea
Anscário I de Ivrea (c. 850 - março de 902) foi marquês de Ivrea de 888 até sua morte. De 877 ou 879, ele foi conde de Oscheret, na Borgonha. 

## Biografia
Anscário I deu o seu apoio a Guido III de Espoleto ao trono da França depois da deposição de Carlos, o Gordo, em 887, no entanto este facto não lhe trouxe grandes lucros uma vez que quem acabou por chegar o poder foi Odo, conde de Paris.
Depois da coroação de Odo, Anscário acompanhou Guido de volta à Itália, onde Guido foi coroado rei de Itália. Guido criou a Marca de Ivrea no nordeste e investiu seu partidário borgonhês.
Anscário foi conselheiro de Bosão da Provença e irmão de Fulco, arcebispo de Reims, que apoiava fortemente a dinastia carolíngia na França. Com Fulco, ele provavelmente convidou Guido à França. Anscário batalhou ao lado de Guido. Combateu Arnolfo da Caríntia quando este invadiu a Itália, em 894, e apoiou Lamberto II de Espoleto, filho de Guido, após a morte dele naquele ano. Em 896, ele foi um dos poucos do norte a se opor à segunda invasão de Arnolfo. Depois da morte de Lamberto, ele apoiou Berengário de Friul, como rei e se tornou seu conselheiro-mor.
A esposa de Anscário é desconhecida, e ele terá tido somente um filho através de quem, no entanto, ele foi o progenitor de uma dinastia, os Anscáridas.

## Relações familiares
foi filho de Amadeu de Oscheret (790 - 867) Conde de Oscheret e de Maria de Montferrato e apesar de a história não registar com quem casou, sabe-se que foi pai de:
1. Adalberto I de Ivrea (c. 870 - 923/924) que foi casado por duas vezes, a 1.ª por volta de 900, Adalberto casou com a princesa Gisela do Friul (876 - 23 de janeiro de 913), filha do rei Berengário I da Itália e de Berta de Espoleto. O 2.º casamento aconteceu em 915, com Hermengarda da Toscana, filha de Adalberto II, marquês da Toscana, e de Berta da Lotaríngia.